# Rothschildia speculifer
Rothschildia speculifer är en fjärilsart som beskrevs av Walker 1855. Rothschildia speculifer ingår i släktet Rothschildia och familjen påfågelsspinnare. Inga underarter finns listade.